# Raman (cràter)
Raman és un petit cràter d'impacte de la Lluna que es troba a la vora occidental d'un altiplà característic en l'extensa mar lunar anomenada Oceanus Procellarum. Comparteix aquest altiplà amb el cràter inundat de lava Herodotus i amb Aristarchus al sud-est. Al nord-est de Raman es troba el petit pic anomenat Mons Herodotus. Al nord-oest, elevant-se sobre la superfície de la mare, apareix una serralada llarga i estreta anomenada Montes Agricola.

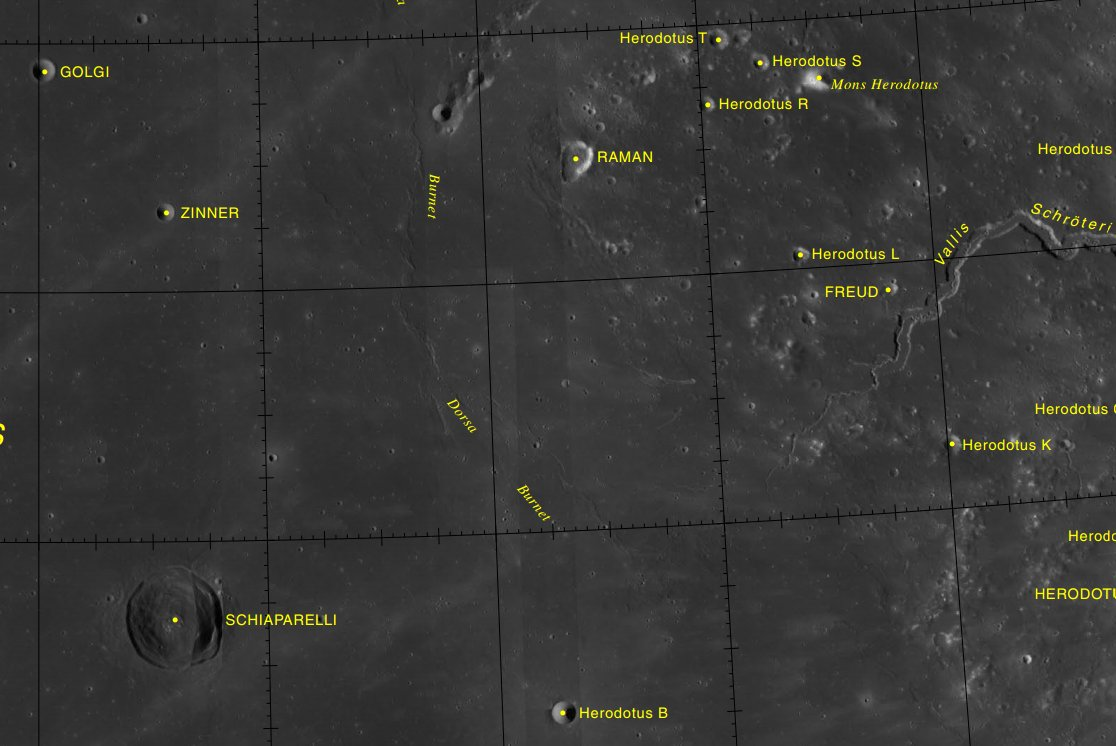
Localització de Raman (centre de la meitat superior de la imatge)
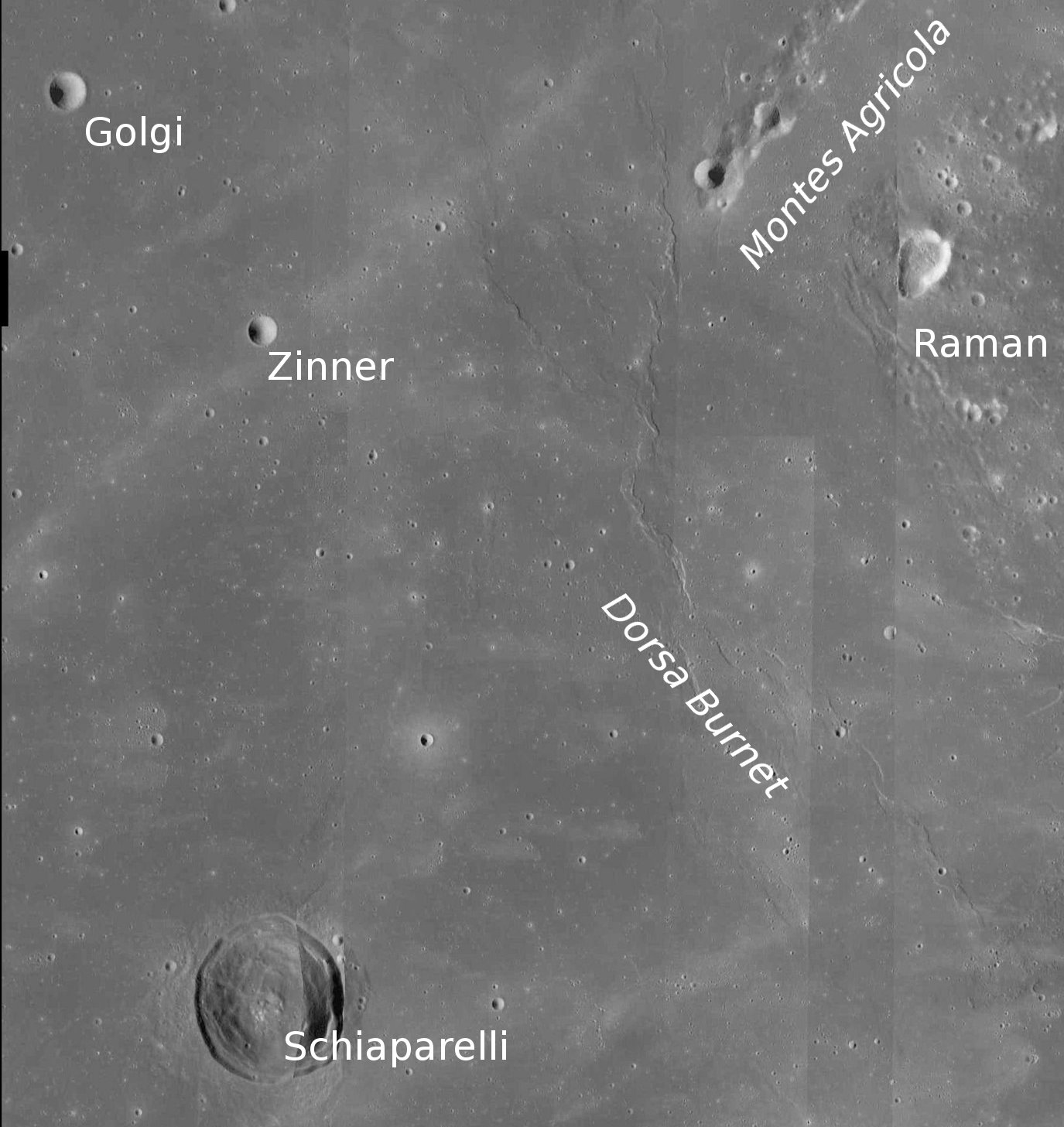
Rodalies de Raman

És una formació allargada, amb una protuberància secundària unida a la vora sud-oriental. Les parets internes d'aquest cràter tenen una albedo més alta que el terreny circumdant, el que és indicatiu d'una formació relativament recent. Aquest cràter va ser designat prèviament Herodotus D, un cràter satèl·lit de Herodotus, abans de ser renomenat per la UAI.